# رصدخانه هواشناسی بلوهیل

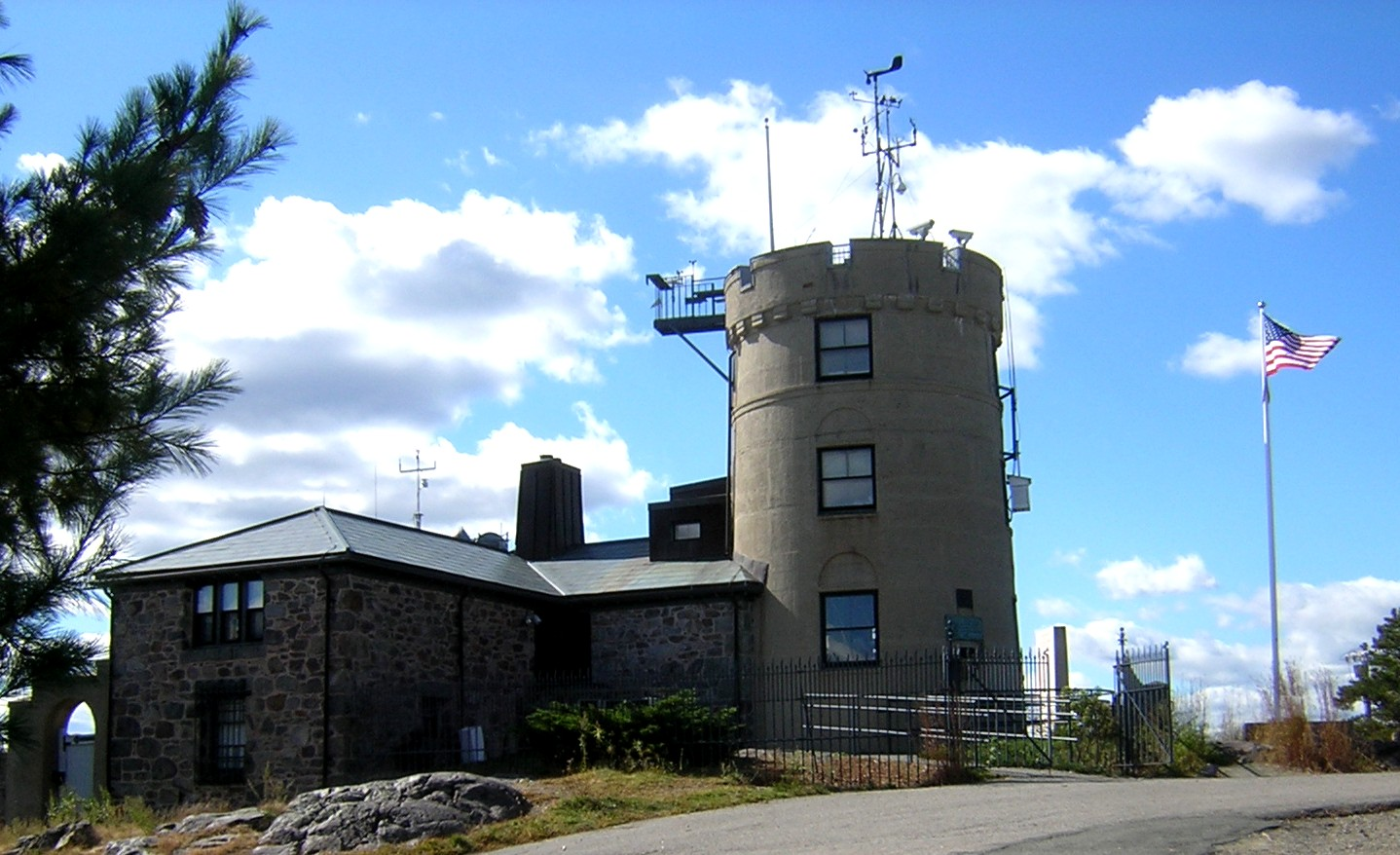
چشم‌انداز شرقی رصدخانهٔ هواشناسی بلوهیل

رصدخانهٔ هواشناسی بلوهیل(به انگلیسی: Blue Hill Meteorological Observatory) یا رصدخانهٔ بلوهیل(به انگلیسی: Blue Hill Observatory) در میلتون ماساچوست نخستین بنا در تاریخ رصدخانهٔ هواشناسی ایالات متحده است. این بنا در بالای گریت بلوهیل در تقاطع اینترستیت ۹۳ و روت ۱۳۸ در ۱۶ کیلومتری جنوب بوستون واقع است. این بنا کهن‌ترین بنا در آمریکای شمالی است که در آن وضع هوا مرتباً ثبت گردیده‌است و نخستین بادبادک هواشناسی در آمریکای شمالی نیز در دههٔ ۱۸۸۰از این بنا به پرواز درآمده است. همچنین ساخت رادیوسوند نیز برای نخستین بار در دههٔ ۱۹۳۰ در این مکان انجام شد.
رصدخانهٔ هواشناسی بلوهیل در سال ۱۸۸۴ به وسیلهٔ ابوت لارنس روچ بر پا گردید. این رصدخانه پیشگام علم هواشناسی بود و نخستین اندازه‌گیری‌های علمی وضع هوا در ارتفاعات بالای جو با استفاده از بادبادک برای حمل ابزارهای هواشناسی در این رصدخانه انجام گردید. سرعت باد، دمای هوا و رطوبت نسبی در سطوح مختلف به عنوان عناصر حیاتی در پیش بینی وضع هوا برای نخستین بار در این مکان اندازه‌گیری شد و تا سال ۱۸۹۵ منبع دقیق‌ترین پیش بینی‌های وضع هوا بود.